# ای انسان، بر گناهان بزرگت زاری کن
ای انسان، بر گناهان بزرگت زاری کن (O Mensch, bewein' dein' Sünde groß) یک سرود روحانی لوتریان آلمانی است که توسط زیبالد هایدن در سال ۱۵۳۰ بر روی یک ملودی قدیمی‌تر متعلق به سال ۱۵۲۵ از ماتیاس گرایتر سروده شد. هایدن در این سرود روحانی، مصائب عیسی را در ۲۳ بند بر پایهٔ گفته‌های بشارت‌دهندگان شرح داده‌است.
 اشعار متن این سرود مذهبی برگرفته از یک ملودی قدیمی با عنوان «خوشا به حال تمام آنانی که با ایمان درست گام بردارند» است و در ساخت پاسیون از جمله در موومان ۲۹ بخش اول انجیل به روایت متی به کار رفته‌است.